# Hilide
Hilidele (Hylidae) sau brotăceii este o familie mare de broaște arboricole, înrudite apropiat cu bufonidele, care cuprinde vreo 904 de specii, grupate în 42-46 genuri, răspândite în America de Sud și Centrală, America de Nord, Australia, Noua-Guinee, Eurasia. În Europa trăiește numai genul Hyla din subfamilia Hylinae. În România  și Republica Moldova trăiește o singură specie - brotăcelul (Hyla arborea).
Hilidele au o talie mică (20–120 mm). Pe ultima falangă a degetelor se află câte un disc adeziv datorită unei secreții glandulare. Cu ajutorul acestor discuri brotăceii se pot fixa pe frunzele și ramurile arborilor. Centura scapulară este arciferă; maxilarul superior prevăzut cu dinți. Vertebrele sunt procelice, nu au coaste, apofizele transverse ale vertebrelor sacrale sunt dilatate. Cromatoforii din dermă prin mișcările lor amiboidale pot să schimbe într-un timp scurt culoarea animalului, punând-o în armonie cu substratul, astfel brotăcelul (Hyla arborea) pe vegetație are culoarea verde intens, iar pe sol devine verzui-brun-pământiu.

## Sistematica
Familia Hylidae este împărțită în 3 subfamilii:
- Subfamilia Hylinae Rafinesque, 1815 (36–39 genuri, 647 specii)
- Subfamilia Pelodryadinae Günther, 1858 (1–2 genuri; 198 specii)
- Subfamilia Phyllomedusinae Günther, 1858 (5 genuri; 59 specii)